# 蔣彦士
蔣 彦士（しょう げんし）は台湾の政治家。教育部部長、外交部部長、中華民国総統府資政などを歴任した。アメリカミネソタ大学で博士号を取得している。1998年7月2日12時21分、胆嚢癌による心肺衰弱により死去した。祖籍は浙江省杭州市。

## 学位
- 南京金陵大学農学士
- アメリカ・ミネソタ大学農学修士、哲学博士
- アメリカ・セント・ジョンズ大学栄誉法学博士
- 大韓民国・高麗大学栄誉法学博士

## 経歴
- 1948年〜1961年 - 中国農村復興聯合委員会技正、秘書、副執行長、執行長、秘書長、委員
- 1961年〜1963年 - 中華農学会理事長
- 1963年〜1996年 - 中央研究院評議会評議員
- 1967年〜1970年 - 行政院国科会副主任委員
- 1967年〜1972年 - 行政院秘書長
- 1972年〜1977年 - 教育部部長
- 1978年5月 - 総統府秘書長
- 1978年〜1979年 - 外交部部長
- 1985年2月 - 総統府国策顧問
- 1990年〜1994年 - 総統府秘書長
- 1990年〜1996年 - 総統府資政

| 先代羅雲平 | 教育部長1972年5月29日-1977年4月 | 次代李元簇 |

| 先代沈昌煥 | 外交部長1978年12月20日-1979年12月19日 | 次代朱撫松 |